# Apteranabropsis frater
Apteranabropsis frater är en insektsart som först beskrevs av Brunner von Wattenwyl 1888.  Apteranabropsis frater ingår i släktet Apteranabropsis och familjen Anostostomatidae. Inga underarter finns listade i Catalogue of Life.